# Pomeni imen asteroidov: 63001–64000
Pregled pomenov imen asteroidov (malih planetov) od številke 63001 do 64000, ki jim je Središče za male planete dodelilo številko in so pozneje dobili tudi uradno ime  v skladu z dogovorjenim načinom imenovanja. Pregled je preverjen z Schmadelovim “Slovarjem imen malih planetov” (“Dictionary of Minor Planet Names”). 
Pregled pojasnjuje izvor oziroma pomen imen asteroidov, ki ga je priznala Mednarodna astronomska zveza (IAU). Nekateri asteroidi imajo imajo dodatno pojasnilo o izvoru imena, ki pa vedno ni popolnoma zanesljivo (oznaka “†” ali “‡“). 
| Ime | Začasna oznaka | Izvor imena |
| 63001–63100 | 63001–63100    | 63001–63100 |
| --- | -------------- | ----------- |
| 63068 Moraes \| 2000 WT123 \| Wenceslau de Moraes (1854 – 1929), portugalski pisatelj † |                |             |
| 63101–63200 |                |             |
| 63129 Courtemanche \| 2000 WH183 \| Michel Courtemanche (rojen 1964), kanadski komedijant in igralec † |                |             |
| 63145 Choemuseon \| 2000 XY13 \| Choe Mu-seon (1326? – 1395), korejski kemik † |                |             |
| 63156 Yicheon \| 2000 XQ44 \| Yi Cheon, (dinastija Joseon) korejski učenjak † |                |             |
| 63163 Jerusalem \| 2000 YR11 \| mesto Jerusalem, starodavno izraelsko/palestinsko sveto mesto štirih monoteističnih ver † |                |             |
| 63201–63300 |                |             |
| 63301–63400 |                |             |
| 63305 Bobkepple \| 2001 FE \| George Robert ("Bob") Kepple, ameriški avtor knjige "Zvezdne karte" (Astro Cards) in soavtor knjige Vodič za opazovalca nočnega neba (The Night Sky Observer's Guide) † Arhivirano 2005-03-06 na Wayback Machine. |                |             |
| 63387 Brazos Bend \| 2001 HC67 \| državni park Brazos Bend, Teksas, kraj, kjer leži Observatorij George (George Observatory), kraj odkritja tega asteroida †                                                                                    |                |             |
| 63401–63500 |                |             |
| 63501–63600 |                |             |
| 63601–63700 |                |             |
| 63701–63800 |                |             |
| 63801–63900 |                |             |
| 63901–64000 |                |             |

| Predhodnik: 62001–63000 | Pomeni imen asteroidov Seznam asteroidov (63001-63250) Seznam asteroidov (63251-63500) Seznam asteroidov (63501-63750) Seznam asteroidov (63751-64000) | Naslednik: 64001–65000 |